# 発見!オチアイ旅
『発見!オチアイ旅』（はっけん!オチアイたび）とは、2020年12月19日の13:30 - 14:00（『土曜パラダイス』第1部）に日本テレビで放送された旅番組バラエティ番組である。落合陽一の冠番組

## 出演者
- 落合陽一
- 中岡創一（ロッチ）
- 堀田茜

## ナレーター
- 修一朗（TikToker）

## ネット局
| 対象地域   | 放送局            | 放送日時                     |
| ---------- | ----------------- | ---------------------------- |
| 関東広域圏 | 日本テレビ（NTV） | 2020年12月19日 13:30 - 14:00 |
| 近畿広域圏 | 読売テレビ（ytv） | 2021年12月19日 10:55 - 11:25 |

## スタッフ
- 企画・演出・デジタル展開:深津功
- ナレーター:修一朗（TikTokクリエーター）
- 構成:前田弘人
- 編集:阿部楓
- MA:釜井敬典
- 技術協力:STUDIO 38
- 音効:村松聡
- TK:塚越倫子
- TM:岡﨑邦章
- 撮影:井上大輔、石垣稜、奥山国重
- 音声:井刈秀信、林道生
- 照明:斉藤智明
- 技術助手:木村千鶴
- デザイナー:横倉清恵
- リサーチ:川原奈名子
- 演出補:山口貴祐
- AP:細川真琴
- ディレクター:福盛健太、八本航輝
- 演出:大島圭司
- プロデューサー:白川大介、飯沼美佐子
- 制作協力:ジーヤマ
- チーフプロデューサー:服部一孝
- 製作著作:日本テレビ